# Comuna Cărpineni, Hîncești
Comuna Cărpineni este o comună din raionul Hîncești, Republica Moldova. Este formată din satele Cărpineni (sat-reședință) și Horjești.

## Demografie
Conform datelor recensământului din 2014, comuna are o populație de 8.358 de locuitori. La recensământul din 2004 erau 10.910 locuitori.

## Administrație și politică
Componența Consiliului local Cărpineni (17 consilieri), ales la 5 noiembrie 2023, este următoarea:
|  | Partid                                | Consilieri | Componență | Componență | Componență | Componență | Componență | Componență | Componență |
|  | ------------------------------------- | ---------- | ---------- | ---------- | ---------- | ---------- | ---------- | ---------- | ---------- |
|  | Partidul Acțiune și Solidaritate      | 7          |            |            |            |            |            |            |            |
|  | Partidul Național Liberal             | 4          |            |            |            |            |            |            |            |
|  | Partidul Liberal Democrat din Moldova | 3          |            |            |            |            |            |            |            |
|  | Platforma Demnitate și Adevăr         | 2          |            |            |            |            |            |            |            |
|  | Partidul Social Democrat European     | 1          |            |            |            |            |            |            |            |

## Personalități născute aici
- Luca Știrbeț (1889-1942), politician, victimă a represiunii sovietice.